# Comité administratif de Da Qaidam
Le comité administratif de Da Qaidam (大柴旦行政委员会 ; pinyin : Dàcháidàn Xíngzhèng Wěiyuánhuì) est une subdivision de la province du Qinghai en Chine. Bien que ce ne soit pas un organe administratif normal de gouvernement local, il fonctionne néanmoins comme tel. Il est placé sous la juridiction de la préfecture autonome mongole et tibétaine de Haixi.

## Géographie
Il couvre la partie Nord du bassin du Qaidam, se limite à Delhi à l'est, Lenghu à l'ouest, Golmud après le Lac Qarhan (zh) (察尔汗盐湖) au sud, et Jiuquan dans la province du Gansu au Nord.

## Transports
Le comité administratif est traversé par les autoroutes nationales 215 et 315 et s'y rencontrent.
Elle est traversée par la ligne ferroviaire Qing-Zang sur laquelle sont placées les gares ferroviaires de Yinmaxia (饮马峡站 à Chaidan 
柴旦镇) et de Xitieshan (锡铁山站 à Xitieshan 锡铁山镇).

## Bases de missiles nucléaires
Des bases de missiles nucléaires stratégiques DF-4 seraient installées depuis les années 1980 près de Da Qaidam,,,.